# پرسنل نظامی

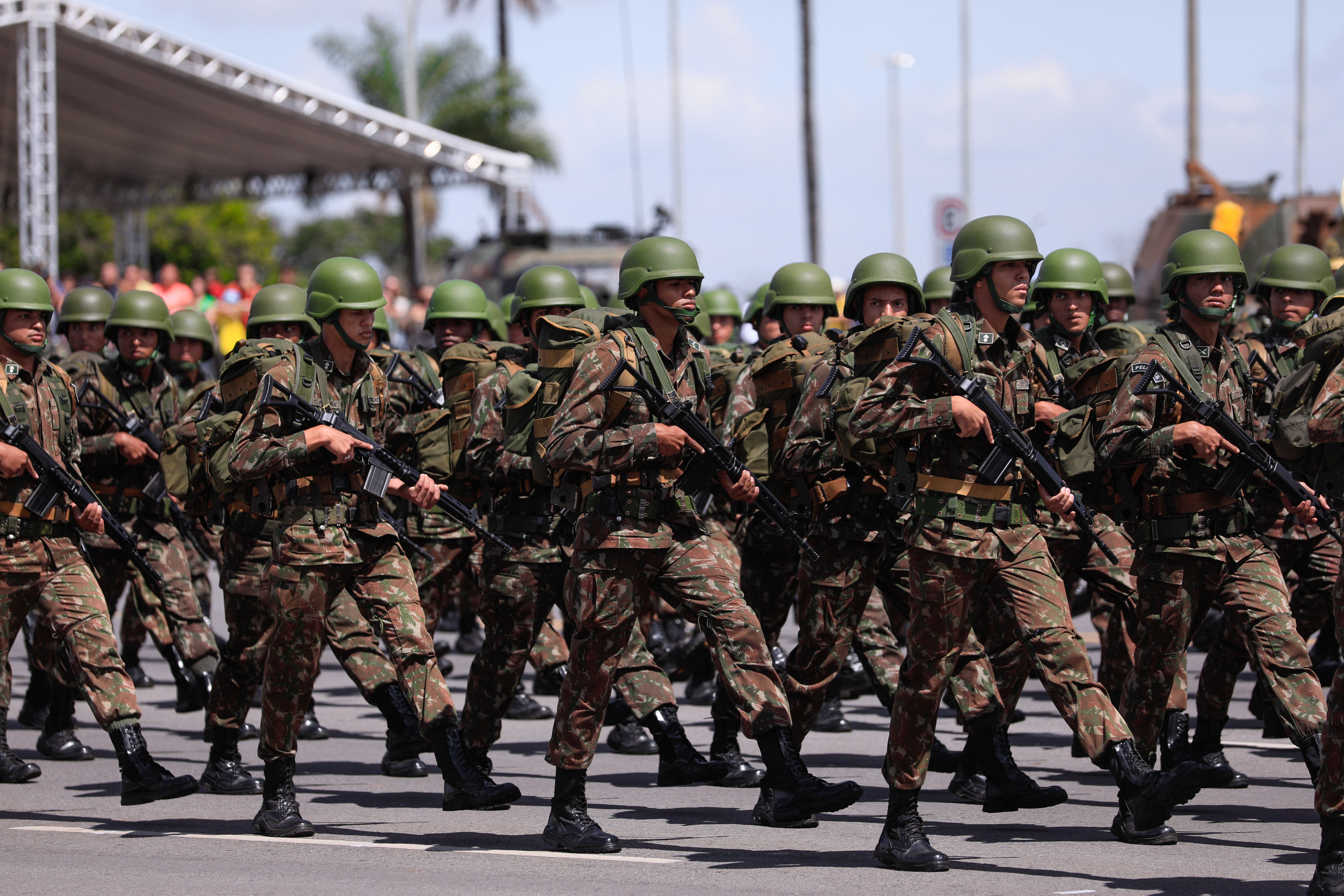
زنان در ارتش

پرسنل نظامی (انگلیسی: Military personnel) کارکنان نظامی یا کارمندان نظامی، اعضای نیروهای مسلح یک کشورند. نقش، میزان دستمزد و دایرهٔ وظایف آنها با توجه به شاخه نظامی (نیروی زمینی، نیروی دریایی و نیروی هوایی، تفنگدار دریایی یا گارد ساحلی) درجهٔ آنها و نوع مأموریت‌های نظامی (پیکار یا رزمایش) متفاوت است.
کارکنان نظامی که در نیروی زمینی خدمت می‌کنند، سرباز نامیده می‌شوند. کسانی که در نیروی دریایی، گارد ساحلی یا سایر نیروهای دریایی خدمت می‌کنند، ملوان یا دریانورد هستند. پیاده‌نظام نیروی دریایی یا تفنگداران دریایی پرسنلی هستند که هم در خشکی و هم در دریا خدمت می‌کنند و ممکن است بخشی از نیروی دریایی یا سپاه تفنگداران دریایی باشند. پرسنلی که در نیروی هوایی خدمت می‌کنند، هوانورد هستند. پرسنل نیروی فضایی اغلب با توجه به تعداد کم آنها، اصطلاح خاصی ندارند، اما در نیروی فضایی ایالات متحده، پرسنل نیروی فضایی به‌عنوان گارد شناخته می‌شوند. رهبران تعیین‌شده پرسنل نظامی، افسران هستند.